# Spot the difference
Spot the difference – krótkometrażowy film internetowy autorstwa Leopolda Abai, Jeana-Pierre'a Labarre'a oraz Miłosza Kosickiego. Zdobywca głównej nagrody za rok 2013 w światowym konkursie Firefox Flicks, mającym na celu edukowanie ludzi w zakresie zagadnień posiadających wpływ na ich życie internetowe.

## Nagroda
Film zdobył nagrodę główną, pokonując 400 zgłoszonych propozycji. Nagrodę wręczono 12 września 2013 podczas Międzynarodowego Festiwalu Filmowego w Toronto. W jury zasiedli m.in.: prezes firmy Panavision – Robert Harvey, aktorzy Edward Norton i Gina Rodriguez oraz reżyser Andrzej Szajna. Twórcy filmu zyskają możliwość realizacji profesjonalnego filmu w asyście ekipy Panavision w Los Angeles.

## Treść filmu
Film pokazuje różnicę pomiędzy tradycyjnym a internetowym postrzeganiem świata i rozwiązywaniem problemów generowanych przez rzeczywistość. Dwie osoby – dziewczyna i chłopak, chcą szybko trafić w wybrane miejsce w Poznaniu. Chłopak posługuje się tradycyjnym, papierowym planem miasta, a dziewczyna wykorzystuje możliwości tkwiące w smartfonie i sieci internetowej. Chłopak błądzi i traci czas, a dziewczyna nie tylko trafia do celu bezbłędnie, ale też zawiera nową znajomość.